# Gaspar Noé
Gaspar Noé (Buenos Aires, 27 de diciembre de 1963) es un director de cine y guionista argentino radicado en Francia, lugar donde estudió cine y ha realizado la mayoría de sus largometrajes. En la industria cinematográfica ha trabajado como camarógrafo, montador y productor. Noé es hijo del pintor, escritor e intelectual argentino Luis Felipe Noé.

## Trayectoria
Su carrera comienza con los cortometrajes Tintarella di Luna, de 1985, y Pulpe Amère, de 1987. Con el cortometraje Carne, de 1991, Noé fue premiado en el Festival de Cannes, pero en el 2002 entró por la puerta grande al mundo del cine, con su presentación en el mismo festival de su controvertida obra Irreversible, película que inicia con la aparición del protagonista de su primer largometraje, Solo contra todos, y de su precuela, la ya mencionada Carne. También filmó el videoclip de la canción Protège-moi, de la banda Placebo, que se censuró por su contenido, y el video de la banda francesa Bone Fiction, con el tema Insanely Cheerful. En 2013, fotografió la portada del álbum debut de la cantautora norteamericana Sky Ferreira, Night Time, My Time.
Las películas de Stanley Kubrick son una fuente de inspiración de Noé, y ocasionalmente les hace referencia en sus trabajos. El haber visto 2001: A Space Odyssey a los siete años cambió su vida; sin esa experiencia, nunca se habría convertido en director. También cita el filme Angst, de Gerald Kargl, como otra gran influencia.

## Estilo cinematográfico
El estilo cinematográfico de Gaspar Noé es uno muy particular, en el cual la violencia surge como pilar fundamental de su impronta como director. Noé, a través de su cinematografía, sumerge a su público hacia la violencia natural (propia y destructora) del ser humano en su máxima expresión de realidad. Considerado su estilo como “poco digerible” por algunos espectadores y críticos especializados, el director argentino- francés se destaca también por llevar esta violencia de manera extrema y explícita, potenciando así la sensación de desagrado y desconcierto nunca antes llevadas a la pantalla grande. Por otro lado, se puede mencionar su claro interés en llevar historias sencillas y cotidianas para luego cargarlas de una dosis extrema de violencia, tomando como eje principal a los seres humanos como entes generadores de violencia extrema y destructora. La violencia en el director no queda solo en el plano físico y explícito, sino también se expande hacia lo psicológico y social, mostrando la violencia de carácter social que sufren ciertos sectores marginados de la sociedad contemporánea; estas minorías son víctimas del descontento y el odio, por lo que se convierten a su vez en autores y víctimas de actos extremos de violencia. Pueden apreciarse escenas donde el director ahonda sobre violencia discriminatoria racial y sexual, enseñando así la decadencia del ser humano.

“Estos hechos de extrema violencia son mostrados en forma explícita, con un realismo visual y temporal que envuelve al espectador, haciéndolo vivir sensorial y racionalmente fuertes y agotadores procesos de violencia interna.”
Elisa Donoso y Marielsa Méndez (150-151)

Retomando el hecho de la violencia como eje fundador de sus películas, se puede decir que las mismas muestran un tipo de violencia contemporánea de una manera muy particular, otorgándole así gran protagonismo a la forma y su visualidad, manejando con destreza una variada gama de recursos cinematográficos. Luego a esto se le suma el hecho de que sus películas muestran un alto grado de realismo y crudeza. El director a su vez, trabaja muy bien la puesta en escena que ofrece en cada uno de sus filmes, sobre todo la iluminación, los movimientos de cámara y la dirección de arte, llevando todos estos recursos a la pantalla y potenciándolos de la mejor manera para manipular así al espectador y a sus sentidos, lo que trae por consecuencia un acercamiento a la violencia de una forma más cruda e intolerable.[cita requerida]

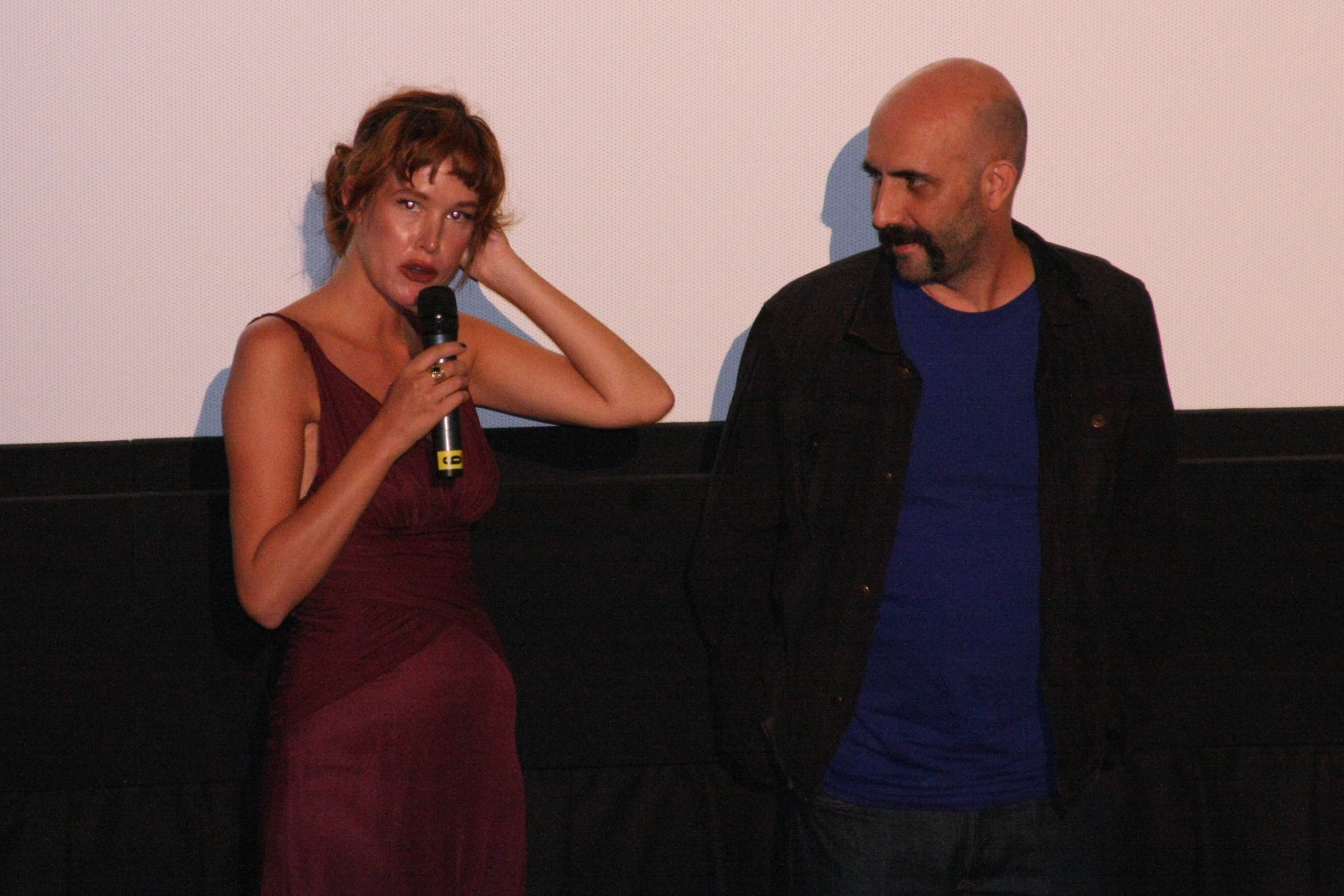
Gaspar Noé y Paz de la Huerta en Cannes, en 2009.

Además, es importante considerar cómo transmite esta violencia con la misma cámara y el propio montaje, en el cual hay ausencia total de elipsis narrativas, mensajes subliminales constantes plasmados en carteles que interpelan al espectador, así como también una cruenta mirada de agonía existencial que exploran el lado más oscuro del ser humano, amparándose unas veces en un hiperrealismo.
Sumado a esto, su estilo cinematográfico (técnicamente hablando) se caracteriza por una amplia gama de recursos estilísticos opuestos entre sí, en el cual se pasa de una cámara en mano en constante movimiento, encuadres poco precisos, angulaciones extrañas o poco vistas (por ejemplo: angulaciones aberrantes o contrapicados extremos), ritmo frenético y acelerado montaje, a una cámara de movimientos cuidados, de travellings estudiados y limpios, de composiciones simétricas y equilibradas, de ritmos de montaje lentos y planos secuencia con una duración que buscan imitar al tiempo real de las acciones de los personajes.[cita requerida]

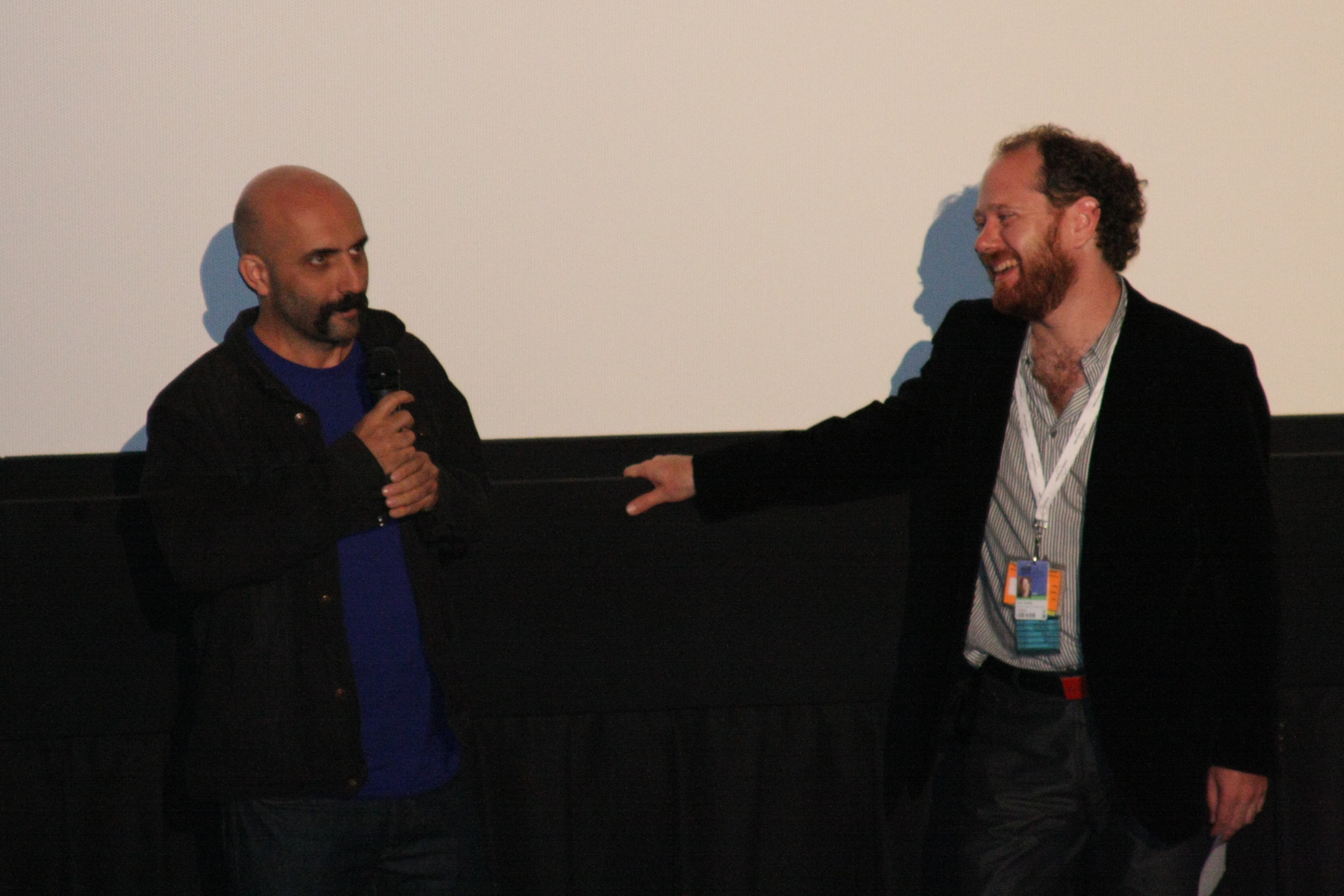
Colin Geddes (derecha) elogia al director Gaspar Noé. 2009.

En un artículo publicado por The New York Times, el polémico director comentó en forma general cuáles eran las “siete” cosas que más lo habían inspirado creativamente para formar su estilismo propio de autor: personajes emblemáticos, distintos artistas y personalidades, películas, etcétera. El listado está conformado por la película 2001: Odisea del espacio, el personaje de Travis Bickle de Taxi Driver, el pintor abstracto argentino Jorge de la Vega, el escritor y periodista Professeur Choron, el fotógrafo y pintor Pierre Molinier, el director de cine japonés Koji Wakamatsu y el director surrealista español Luis Buñuel. Es importante mencionar que estas son solo algunas de sus más importantes influencias para su elaboración cinematográfica; sin embargo, el director menciona que tiene en consideración muchas más obras y directores que conforman su estilo.[cita requerida]
Cabe destacar que su película más aclamada fue Irreversible, del 2002, su segunda obra cinematográfica. Una película que explora la violación sexual de una mujer y la venganza de su protagonista, todo esto narrado de una forma hacia atrás, destruyendo la ley causa-efecto del cine clásico y exigiendo así al espectador mayor implicación con una historia angustiosa y brutal.[cita requerida]

## Filmografía

### Largometrajes
- 1998: Seul contre tous
- 2002: Irreversible
- 2009: Enter the Void
- 2015: Love
- 2018: Climax
- 2021: Vortex

### Mediometrajes
- 1991: Carne
- 2019: Lux Æterna

### Cortometrajes
- 1985: Tintarella di Luna
- 1987: Pulpe Amère
- 1995: Une expérience d'hypnose télévisuelle
- 1998: Sodomites
- 1999: Mujer, casos de la vid real
- 2005: Eva
- 2006: Destricted
- 2007: 8:H.I.V
- 2012: 7 días en La Habana

## Premios y distinciones
Festival Internacional de Cine de Cannes
| Año  | Categoría                         | Película         | Resultado |
| ---- | --------------------------------- | ---------------- | --------- |
| 1991 | Premio SACD al mejor cortometraje | Carne            | Ganador   |
| 1998 | Premio Mercedes-Benz              | Seul contre tous | Ganador   |
| 2018 | Premio Art Cinema                 | Climax           | Ganador   |